# PPD-34/38短機関銃
PPD-34/38は、1934年及び1938年にソビエト連邦で開発された短機関銃（SMG）である。
“PP”とは、ロシア語で短機関銃を指す“Пистолет-пулемёт”の略称である“ПП”のラテン文字表記であり“D”とは開発者であるデグチャレフの頭文字である。

## 開発経緯
短機関銃（SMG）が注目され始めるのは第一次世界大戦末期のことで、ドイツ軍が塹壕戦でMP18を使用したことから始まる。そのため各国では大戦後、短機関銃の開発が盛んに行われる事となりソビエト連邦も例外ではなく、軍部で短機関銃の研究が進められた。

## PPD-34/38の登場
ソ連での軍用短機関銃の研究は、当時の文献から第一次世界大戦後の1926年頃からとされ、本格的に研究が開始されたのはもっと後とされる。銃技師であるヴァシーリー・デグチャレフを中心に開発が進められ、1934年には初期型であるPPD-34短機関銃を開発し1935年に、赤軍により正式採用、その後1938年にPPD-34を改良したPPD-38短機関銃が翌年の1939年に赤軍で採用されている。（PPDとは“Pistolet-Pulemet Degtyareva”ディグチャレフ短機関銃の略称）
機関部の動作機構はMP18短機関銃を参考にブローバック方式を採用し、弾倉には25発用の箱型弾倉を使用していた。その後、冬戦争でフィンランド軍が使用していたスオミ KP/-31のドラム式弾倉に軍部が注目し、PPD-34/38専用の71発（初期型は73発）ドラム式弾倉が製作されている。これは円盤状の本体の上部に、箱型の挿入部が飛び出た形状で、頻繁に給弾不良を起こしたとされる。この不具合は後継機種であるPPD-40短機関銃で、スオミM1931のものと類似した形状のドラム式弾倉に改めることで解消された。
弾薬にはトカレフ製拳銃などに使用されていた7.62mm×25トカレフ実包を使用、銃自体も耐久性を重点において設計されているためか、ドラム弾倉をフル装填した時点でのPPD-34/38の総重量は6.0kg前後と他国の短機関銃と比べると非常に重たかった。ただし体格のいいスラブ民族にとってこの事はさほど問題にはならなかったとされる。

## その後
PPD-34/38はその後、のちに登場するPPD-40短機関銃やPPSh-41短機関銃とともに赤軍内で広く配備され、独ソ戦ではドイツ国防軍も鹵獲した本銃と互換性があった7.63x25mmマウザー弾を使うMP714(r)の名称で大量に使用されている。